# Ја сам жена двадесетог века
Ја сам жена двадесетог века је четврта сингл плоча српске фолк певачице Наде Топчагић, издата 1978. године за ПГП РТБ. Исто је имала две нумере, писао их је Предраг Вуковић Вукас, и снимљене су уз оркестар Будимира Буце Јовановића.

## Списак песама
| №  | Назив                                       | Трајање |  |
| 1. | Ја сам жена двадестог века                  |         |  |
| 2. | Немој, немој љубави, да нас ситница растави |         |  |